# Tahier

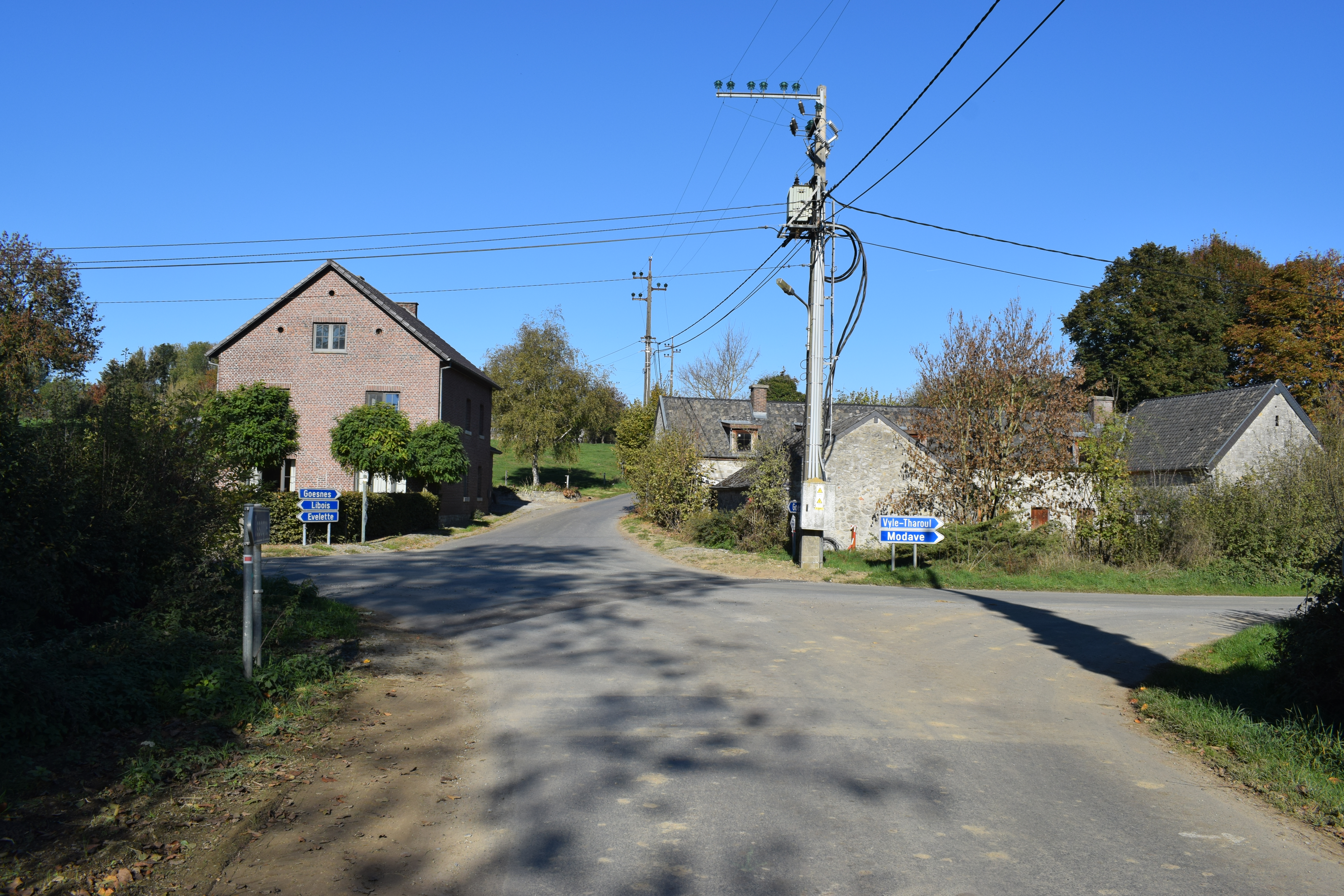

Tahier est un hameau de la commune belge d'Ohey situé en Région wallonne dans la province de Namur.
Avant la fusion des communes de 1977, le hameau faisait partie de la commune d'Évelette.

## Situation
Ce hameau condrusien est traversé d'ouest en est par le petit ruisseau de Vyle serpentant à travers les prairies. Tahier avoisine les villages ou hameaux de Goesnes, Libois, Ossogne ainsi que Vyle-et-Tharoul situé en province de Liège.

## Patrimoine
Tahier est un hameau de petite taille  ne comportant que peu d'habitations mais comptant plusieurs constructions anciennes et remarquables bâties en pierre calcaire.
- La chapelle Saint Servais est un édifice ne comportant qu'une seule nef mais pourvue d'une tour carrée fortifiée de style roman datant du XIe siècle[1] surmontée d'un flèche octogonale recouverte d'ardoises.
- À côté de la chapelle, la ferme du Château est une ferme fortifiée en carré possédant un porche d'entrée et une tour ronde coiffée d'un original clocher à bulbe. Cette tour partiellement recouverte de plantes grimpantes s'élève du côté ouest.

La chapelle Saint Servais et la ferme du Château sont reprises sur la liste du patrimoine immobilier classé d'Ohey depuis 1976.
- Une autre imposante ferme en carré se situe à environ une centaine de mètres à l'est de la ferme du Château.

## Tourisme
La ferme du Château abrite des gîtes ruraux.